# بهزاد خداداد
بهزاد فراری به یونان رفت برای پول
معروف به بهزاد خداداد (زاده ۵ اردیبهشت ۱۳۶۰ در تهران ) یک تکواندو کار ایرانی است. 

## زندگی‌ نامه
وی فرزند اول خانواده و دارای مدرک کارشناسی ارشد تربیت بدنی است.
دارای ۳ برادر و یک خواهر می‌باشد که همگی در رشته تکواندو بسیار موفق بوده و در باشگاه‌های عالی تکواندو ایران فعالیت می‌کنند.
او در رشته‌های ژیمناستیک و فوتبال نیز فعالیت داشته بطوری که اولین مقام‌های خودرا دراین دو رشته کسب کرده‌است.
وی از سال ۱۳۷۰ به رشته تکواندو علاقه‌مند شد و در سال ۱۳۷۱ رتبه سوم مسابقات آموزشگاهی تهران را کسب کرد. او که قهرمان مسابقات تکواندو می‌باشد و در تهران سکونت دارد از اواخر سال ۱۳۷۶ به عضویت تیم ملی درآمد و زیر نظر استادانی چون پرویز زمانی، غلامحسین ذوالقدر، مرتضی کریمی و مرتضی بهرامی نژاد به فعالیت و تمرین پرداخت.
مشوقین اصلی بهزاد والدین و سپس مربیان تیم ملی و باشگاهی او بودند.

## افتخارات
مدال نقره جام جهانی ۹۸ آلمان،
مدال برنز مسابقات سیزم ۱۹۹۹کره جنوبی،
مدال نقره از آزمایشی المپیک سیدنی۱۹۹۹
طلای آزاد بلژیک ۲۰۰۰،
مدال طلا جهانی ۲۰۰۱ کره جنوبی،
مدال برنز قهرمانی آسیا۲۰۰۱ اردن،
مدال نقره بازی‌های آسیایی ۲۰۰۲ بوسان کره جنوبی،
مدال برنز جام جهانی ۲۰۰۲ ژاپن،
مدال نقره المپیک دانشجویان ۲۰۰۳کره جنوبی
مدال نقره قهرمان جهان ۲۰۰۳ آلمان،
طلای جام پارک پوکال آلمان ۲۰۰۳ و کسب عنوان بهترین بازیکن،
طلای ستارگان جهان ۲۰۰۴ امارات (دبی)،
مدال نقره قهرمانی جهان ۲۰۰۵ اسپانیا،
طلای مسابقات دانشجویان جهان ۲۰۰۵ یونان،
برنز المپیک دانشجویان ازمیر۲۰۰۶،
مدال برنز بازی‌های آسیایی ۲۰۰۶ دوحه،
طلا ۲۰۰۷ دانشجویان جهان اسپانیا،
طلای قهرمانی آسیا ویتنام
کسب سهمیه المپیک ۲۰۰۸ بجینگ،
نقره مسابقات جهانی ۲۰۰۹ باکو،
مدال طلا ۲۰۱۰ مسابقات غرب آسیا در عربستان،
ضمن آنکه حدود ۲۳ مدال طلا از مسابقات بین‌المللی همانند طلای جام ساکسون آلمان ۲۰۰۰ و کسب عنوان بهترین بازیکن،
طلای آزاد فرانسه آنتونی،
طلای آزاد لبنان، رومانی، آذربایجان و
۴ مدال طلا در جام فجر ایران تنها بخشی از افتخارات بهزاد خداداد می‌باشد.